# 事務次官
事務次官（日语：／ Jimujikan）是日本行政機關各府省的官職。事务次官位居大臣、副大臣、大臣政務官等特別職之下，為各府省一般職公務員（官僚）的最高職位，是事務方面的首長。防衛省防衛事務次官為特別職。

## 概要
事務次官負責協助各省首長大臣安排省務（包含外局事務），監督各部局及機關事務（國家行政組織法第18條第2項），內閣府則是協助內閣官房長官、內閣府特命擔當大臣安排府務、監督內閣府本府（不含外局）。各部局及機關事務（內閣府設置法第15條第2項）。
各大臣負責任命，但須經內閣事前承認。1997年以後，各府省局長以上幹部人事由官邸領導，在閣議前先由內閣官房長官與3名內閣官房副長官共4人組成閣議人事檢討會議進行人事確認。
事務次官是大部分府省职业官僚組高級官僚中的最高職位。影響力大，甚至具有各府省實質最終決定權。需有府省內外人脈資源與協調能力。
各府省的事務次官在過去會出席事務次官等會議，對政府提出法案等進行最終調整，之後在2009年9月上任的鳩山由紀夫內閣廢除。

## 歷史
事務次官源自於內閣制度成立時各省設立的次官一職。1949年（昭和24年）6月1日實施正國家行政組織法修正（昭和24年法律第124號），改稱為事務次官至今。
以前有與事務次官同樣為大臣補佐角色的政務次官，2001年省廳再編時廢止改設副大臣與大臣政務官，加強國會議員對行政的控制力。制度上，事務次官是政治任用職之下的事務總管職。
2012年12月成立的第2次安倍內閣為了府省間資訊分享新設以內閣官房副長官為首的「次官連絡會議」。

## 地位、身分
事務次官的身分是一般職的國家公務員（防衛事務次官除外）。一般職是依一般職俸給法決定俸給（檢察官除外）。事務次官是該法俸給最高的指定職8號俸。一般職職員中，與事務次官一樣為指定職8號俸的官職有會計檢查院事務總長、人事院事務總長、宮內廳次長、事務次官等會議成員內閣法制次長、警察廳長官、金融廳長官、消費者廳長官。事務次官年收約2,300萬日圓。
另一方面，事務次官等會議的主導者內閣官房副長官是享有比事務次官更高的副大臣待遇，是作為認證官的特別職國家公務員。
特別職及檢察官中與事務次官享有同等薪俸待遇的官職有內閣官房副長官補、內閣廣報官、內閣情報官、專任內閣總理大臣補佐官與大臣補佐官、國家公務員倫理審査會專任委員、公平交易委員會委員、國家公安委員會委員、式部官長、部分大使與公使、統合幕僚長、部分檢事（檢事1號俸）。國會的各議院事務局事務次長、眾議院調査局長、各議院法制局法制次長，以及國立國會圖書館副館長，和裁判所部分判事、最高裁判所事務總長也與事務次官俸給相當。
除了事務次官，各府省「所掌事務包含統整安排之職位」（總括整理職）還有次官級審議官（也就是省名審議官），但其俸給與外局長官、警察廳次長等一樣為指定職6號俸。

## 事務次官的經歷

### 概要
事務次官等是职业官僚的職涯目標，一般有同期入省或後期同僚出任事務次官時，同年次的特考組官僚會辭職讓該名事務次官成為省內最資深的职业官僚。但法務省、財務省、外務省例外（後述）。
大致上會由通過行政職、法律職或經濟職國家公務員採用I種試驗（舊上級甲試驗）的特考組事務官出任事務次官。雖無任期限制，但慣例上在1年至2年後便會辭職讓後進接任。
近年事務次官任期開始有長期化傾向（如守屋武昌防衛事務次官在任4年1個月）。現在事務次官的退休年齡已延長至62歲，也有利用法律規定的退休延期制度長期在任的案例。

### 技官（技術系行政官）出身的事務次官
各府省有事務官優先的人事慣例，因此事務官就任職位與技官就任職位有明確區別，技官鮮少出任事務次官。但是建設省、科學技術廳系統的官廳（國土交通省、文部科學省）則可見由技官出任事務次官的情況。
舊建設省慣例上由事務官與土木系技官交互出任事務次官，而舊科學技術廳、北海道開發廳則主要由技官出任事務次官。中央省廳再編後，國土交通省由建設省出身事務官、建設省出身土木系技官、運輸省出身事務官交替出任，文部科學省由文部省出身事務官與科學技術廳出身技官交互出任。環境省由環境廳入省事務官、厚生省入省技官與財務省借調官僚三方出任。省廳再編起至2018年8月現在，技官出身的事務次官有國土交通省六名、文部科學省四名、環境省兩名。

### 外務省事務次官
外務省慣例上由事務次官經驗者出任大國或聯合國等重要國際機構的特命全權大使，尤其是美國大使。但在2001年發生醜聞後，政府對於改為「以適材適所的觀點」任用大使，直至2012年，睽違11年再由前次官佐佐江賢一郎出任駐美大使。

### 法務省事務次官
由於檢察廳是對應司法權的特殊行政組織，因此其人事體系必然對照裁判所體系，法務省則是內閣所轄之一般行政部門，因此形成檢察廳高於法務省的人事體系（例如檢察官的俸給體系是比照法官的俸給體系，而非一般公務員俸給體系）。最高裁判所裁判官及高等裁判所長官皆為認證官，最高檢察廳首長檢事總長、次長檢事與高等檢察廳首長檢事長也對照裁判所最高首長地位，為認證官（檢察廳法第15條第1項。此外最高裁判所長官與內閣總理大臣一樣由天皇任命，這是由於最高裁判所長官為司法權之長（日本國憲法第7條第2項、裁判所法第39條第1項））。
相對地，事務次官是各省的事務方首席，並非認證官，為了與各省人事體系取得平衡，難以針對法務事務次官調整認證或俸給。
在兩方差異之下，（含檢察廳等的廣義）法務省內的法務事務次官實質上是檢事總長、次長檢事、檢事長的下位。與此同時，法務事務次官也成為人事金字塔的「通過點」而非終點。慣例上，法務事務次官多由檢察官經歷者出任。但由於法務事務次官與檢察官是不同官職，出任法務事務次官時無法擔任檢察官。這點與法務省局長課長多具檢察官身分不同。無檢察官經歷者也可出任法務事務次官，但若沒有一級檢事資格，依檢察廳法規定無法升上檢事總長、次長檢事、檢事長（檢察廳法第15條第1項、第19條）。自1952年（昭和27年）8月1日行政機構改革，法務府改稱法務省並設立法務事務次官職以來，尚未有未具一級檢事資格者出任法務事務次官。
另一方面，事務次官經驗者多會升至東京高等檢察廳檢事長、大阪高等檢察廳檢事長等主要都市高等檢察廳檢事長，可視為事務次官的實質地位高於主要都市以外的高等檢察廳檢事長。不過，法務省是同時擁有「一般行政權」與「檢察權」兩種不同性質的權力，檢察官的地位與法務事務次官的地位無法以同一體系看待。

## 事務次官等列表
※包含復興廳事務次官、內閣府外局的廳長官與警察廳長官。
| 府省等 ：官職                 | 姓名       | 就任年月日                  | 出身大學等             | 入省官廳 ; 入省年次                                                      | 前職                       |
| ----------------------------- | ---------- | --------------------------- | ---------------------- | ------------------------------------------------------------------------ | -------------------------- |
| 內閣府 ：內閣府事務次官       | 山崎重孝   | 2019年（平成31年） 1月15日  | 東京大學法學部         | 自治省 ; 1983年（昭和58年）                                              | 內閣府皇位繼承式典事務局長 |
| 復興廳 ：復興廳事務次官       | 末宗徹郎   | 2019年（令和元年）07月9日   | 東京大學法學部         | 自治省 ; 1983年（昭和58年）                                              | 復興廳統括官               |
| 總務省 ：總務事務次官         | 黑田武一郎 | 2019年（令和元年） 12月20日 | 東京大學法學部         | 自治省 ; 1982年（昭和57年）                                              | 總務審議官                 |
| 法務省 ：法務事務次官         | 辻裕教     | 2019年（平成31年）01月18日  | 東京大學法學部         | 司法修習生 ; 1984年（昭和59年） 法務省檢察廳 (日本) ; 1986年（昭和61年） | 法務省刑事局長             |
| 外務省 ：外務事務次官         | 秋葉剛男   | 2018年（平成30年）01月19日  | 東京大學法學部         | 外務省 ; 1982年（昭和57年）                                              | 外務審議官                 |
| 財務省 ：財務事務次官         | 岡本薫明   | 2018年（平成30年）07月27日  | 東京大學法學部         | 大藏省 ; 1983年（昭和58年）                                              | 財務省主計局長             |
| 文部科學省 ：文部科學事務次官 | 藤原誠     | 2018年（平成30年） 9月21日  | 東京大學法學部         | 文部省 ; 1982年（昭和57年）                                              | 文部科學省大臣官房長       |
| 厚生勞動省 ：厚生勞動事務次官 | 吉田學     | 2021年（令和3年）010月1日   | 東京大學法學部         | 厚生省 ; 1983年（昭和58年）                                              | 厚生勞動省保險局長         |
| 農林水產省 ：農林水產事務次官 | 末松廣行   | 2018年（平成30年）07月27日  | 東京大學法學部         | 農林水產省 ; 1983年（昭和58年）                                          | 經濟產業省產業技術環境局長 |
| 經濟產業省 ：經濟產業事務次官 | 多田明弘   | 2021年（令和3年）0          | 東京大學法學部         | 通商產業省 ; 1983年（昭和58年）                                          | 中小企業廳長官             |
| 國土交通省 ：國土交通事務次官 | 藤田耕三   | 2019年（令和元年）07月 9日  | 東京大學法学部第2類    | 運輸省 ; 1982年（昭和57年）                                              | 国交審議官                 |
| 環境省 ：環境事務次官         | 鎌形浩史   | 2019年（令和元年）07月 9日  | 東京大学經濟学部       | 環境廳 ; 1984年（昭和59年）                                              | 環境省大臣官房長           |
| 防衛省 ：防衛事務次官         | 高橋憲一   | 2018年（平成30年）08月03日  | 早稻田大學法學部       | 防衛廳 ; 1983年（昭和58年）                                              | 防衛省大臣官房長           |
| 警察廳 ：警察廳長官           | 栗生俊一   | 2018年（平成30年）01月18日  | 東京大學法學部         | 警察廳 ; 1981年（昭和56年）                                              | 警察廳次長                 |
| 金融廳 ：金融廳長官           | 遠藤俊英   | 2018年（平成30年）07月17日  | 東京大學法學部         | 大藏省 ; 1982年（昭和57年）                                              | 金融廳監督局長             |
| 消費者廳 ：消費者廳長官       | 伊藤明子   | 2019年（令和元年） 7月09日  | 京都大学工学部建築学科 | 建設省 ; 1984年（昭和59年）                                              | 内閣官房内閣審議官         |